# Église Sainte-Marie-Auxiliatrice de Brégence

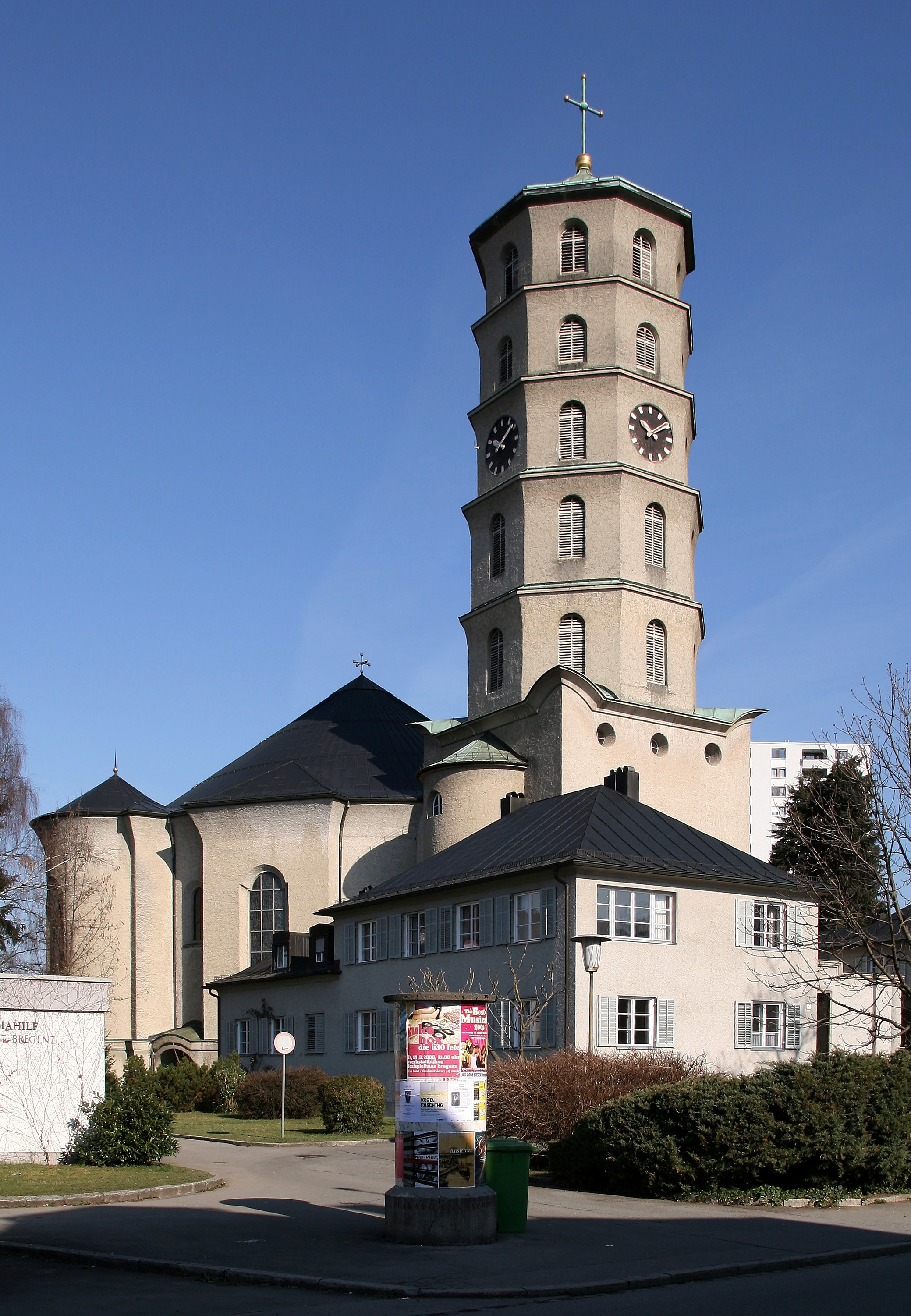
Vue de l'église

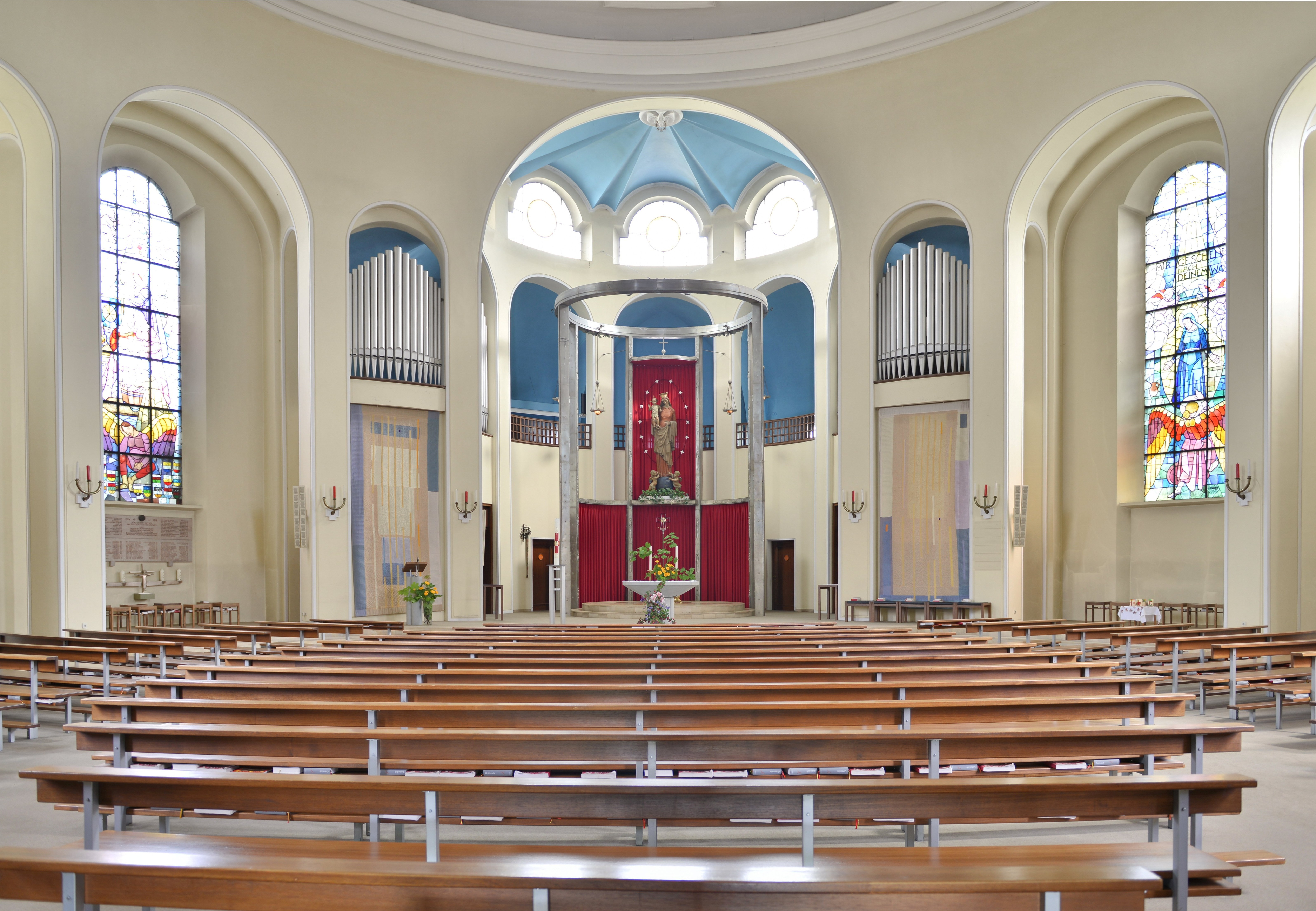
Intérieur

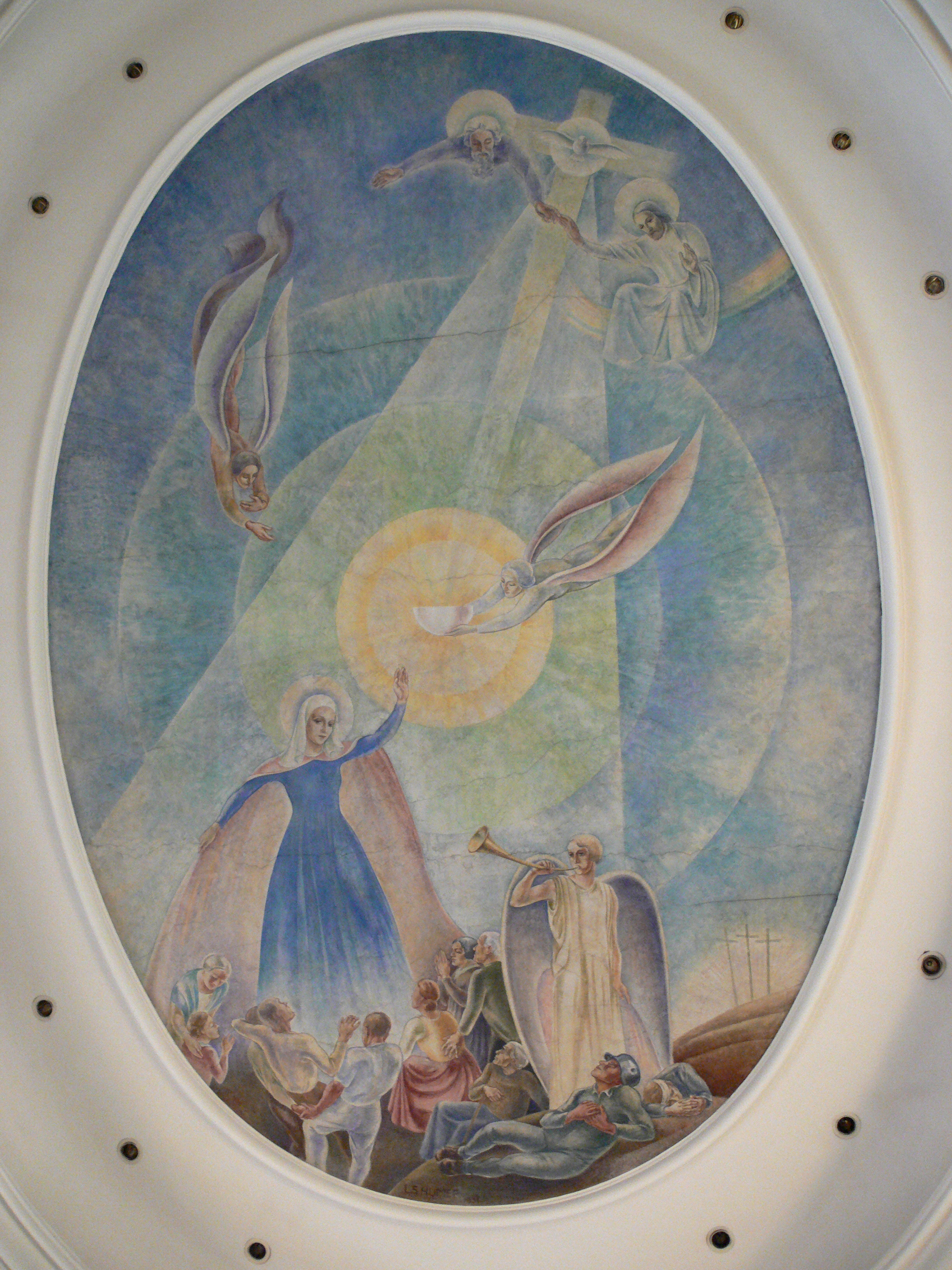
Fresque représentant la Vierge et la Trinité protégeant les soldats et les blessés, par Leo Sebastian Humer.

L'église Sainte-Marie-Auxiliatrice (Mariahilf) est une église paroissiale de Brégence en Autriche dépendant du doyenné de Bregenz et du diocèse de Feldkirch. Elle est dédiée à sainte Marie Auxiliatrice, secours des chrétiens, et est inscrite à la liste des monuments protégés.

## Histoire
Le quartier de Bregenz, Rieden-Vorkloster, était placé autrefois sous la juridiction pastorale de l'abbaye territoriale de Wettingen-Mehrerau. On construit une chapelle votive en 1910 pour desservir l'école. Les premiers plans sont de la main de l'architecte Georg Baumeister en 1907, puis en 1917 de l'architecte Willibald Braun. En 1917, à la fin de la Première Guerre mondiale, il est question de construire une église en mémoire des soldats morts à la guerre, originaires du Vorarlberg. L'architecte Clemens Holzmeister dessine les plans de ce monument votif en 1921, qui est érigé entre 1925 et 1931, et consacré en 1931. L'église est restaurée en 1980 avec un nouveau décor intérieur en conformité avec les dispositions de Vatican II par Hans Purin.

## Mémorial des combattants morts
L'église est surmontée d'une haute tour octogonale à cinq étages du côté Est. La nef centrale est entourée de chapelles latérales et du chœur, le tout est flanqué du presbytère et de la maison paroissiale avec un atrium en entrée. La nef est ovale  avec deux chapelles latérales en forme de demi-croix et un chœur en conche.
Le relief de saint Michel qui se trouve sur l'arc d'entrée est l'œuvre d'Albert Bechtold en 1932. La fresque au plafond représente la Vierge protectrice avec la Trinité ; la Vierge protège de son manteau les soldats et les blessés. Elle a été peinte en 1931 par Leo Sebastian Humer, peintre de la Nouvelle Objectivité. Le volume est structuré par des reliefs sculptés en 1931 par Gudrun Baudisch-Wittke qui représentent des symboles mariaux. La fenêtre du chœur est dessinée par Clemens Holzmeister et les vitraux par Anton Faistauer, et après sa mort par Robin Christian Andersen de la maison Tiroler Glasmalereianstalt. D'autres vitraux sont  du pinceau de Leopold Fetz.
Le maître-autel datant de 1931 est surmonté d'un baldaquin recouvert de feuille d'argent avec une représentation de la Vierge à l'Enfant, œuvre de Hans Andre et de Gudrun Baudisch-Wittke. Le tabernacle et la croix et les lampes sont dessinés par Clemens Holzmeister. Le chemin de croix est conçu par Leo Sebastian Humer en 1931. Le crucifix d'Albert Bechtold date de 1933.
L'on remarque dans la chapelle d'entrée une Pietà du XVIIe siècle et une statue de saint Antoine du XVIIIe siècle.

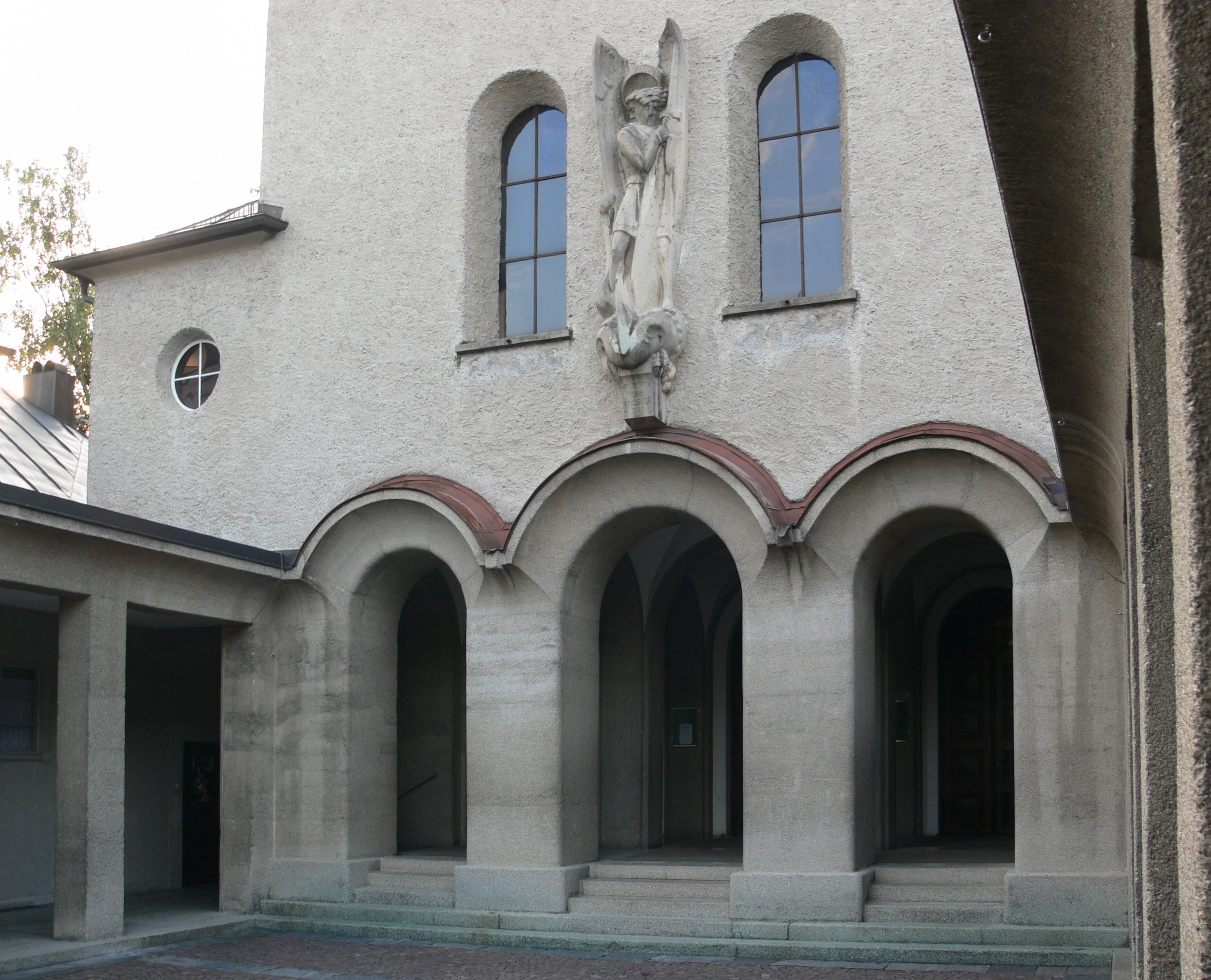
Atrium avec le bas-relief de saint Michel par Albert Bechtold

## Orgue
L'orgue de l'église est installé en 1931 ; il est issu de la maison Mayer Frères (Feldkirch-Altenstadt) qui le restaure en 1987-1988. L'instrument possède 38 registres à deux claviers manuels et pédalier. C'est un orgue romantique dans le goût alsacien.
| I Hauptwerk C–g3 |                        |        |
|                  | Westempore (Fernorgel) |        |
| 1.               | Principal              | 8′     |
| 2.               | Groß-Gedeckt           | 8′     |
| 3.               | Octave                 | 4′     |
| 4.               | Mixtur IV-V            | 2′     |
| 5.               | Cornett III-V          | 8′     |
| 6.               | Trompete               | 8′     |
|                  | Vordere Empore         |        |
| 7.               | Bourdon                | 16′    |
| 8.               | Soloflöte              | 8′     |
| 9.               | Keraulophon            | 8′     |
| 10.              | Gemshorn               | 8′     |
| 11.              | Rauschquinte II        | 2,2,3′ |

| (Fortsetzung) |                        |    |
|               | Aus dem II. Manualwerk |    |
| 12.           | Quintatön              | 8′ |
| 13.           | Klein-Principal        | 4′ |
| 14.           | Salicional             | 4′ |
| 15.           | Gedeckt                | 4′ |
| 16.           | Octave                 | 2′ |
| 17.           | Rohrflöte              | 2′ |
| 18.           | Cimbel                 | 1′ |

| II Schwellwerk C–g3 |                    |                        |
| 19.                 | Quintatön          | 16′                    |
| 20.                 | Flöten-Principal   | 8′                     |
| 21.                 | Salicional         | 8′                     |
| 22.                 | Liebl. Gedeckt     | 8′                     |
| 23.                 | Vox cölestis       | 8′                     |
| 24.                 | Prästant           | 4′                     |
| 25.                 | Rohrflöte          | 4′                     |
| 26.                 | Quintflöte         | 2,2,3′                 |
| 27.                 | Sesquialtera       | 2,2,3′ (Terz 1, 3, 5′) |
| 28.                 | Blockflöte         | 2′                     |
| 29.                 | Echo-Mixtur III-IV | 2′                     |
| 30.                 | Oboe               | 8′                     |
|                     | Tremulant          |                        |

| Pedal C–f1 |                    |     |
| 31.        | Principal-Bass     | 16′ |
| 32.        | Subbass            | 16′ |
| 33.        | Zartbass (= Nr. 7) | 16′ |
| 34.        | Octavbass          | 8′  |
| 35.        | Flötbass (= Nr. 8) | 8′  |
| 36.        | Cello (= Nr. 9)    | 8′  |
| 37.        | Starkflöte         | 4′  |
| 38.        | Posaune            | 16′ |

- Koppeln: II/I (auch als Sub- und Superoktavkoppeln), II/II (Superoktavkoppel),I/P, II/P (auch als Superoktavkoppel)
- Spielhilfen: 6 pneumatische Setzerkombinationen, Festkombinationen (mf, f, pleno, tutti), Auslöser, Generaltutti, Registercrescendo, diverse Absteller

## Source de la traduction
- (de) Cet article est partiellement ou en totalité issu de l’article de Wikipédia en allemand intitulé « Pfarrkirche Bregenz-Mariahilf » (voir la liste des auteurs).